# Idżnisinja
Idżnisinja (arab. ‏إجنسنيا‎, Iǧnisinyā) – wieś w Palestynie, w muhafazie Nablus. Według danych szacunkowych Palestyńskiego Centralnego Biura Statystycznego w 2016 roku miejscowość liczyła 613 mieszkańców.